# MP2P
MP2P или MANOLITO — децентрализованная P2P-сеть для обмена музыкой, обладающая поиском и поддержкой загрузки из нескольких источников. Построена на собственническом протоколе, основанном на gnutella. Аббревиатура сети MP2P расшифровывается как «Manolito P2P».
Подобно сети Gnutella, сеть MP2P не использует серверы. Ориентирована только на распространение музыкальных файлов в форматах MP3 и Ogg. По утверждению разработчиков, в сети распростряняется более 10 миллионов музыкальных композиций. Протокол также содержит алгоритмы ускорения перекачки файлов с помощью выбора для них самого быстрого источника, позволяет пользователям задавать скорость передачи и размеры файлов, а также позволяет загружать файлы параллельно с нескольких машин.

## История
Сеть появилась в июне 2001 года в Испании. Сеть Manolito является разработкой единственного автора — Пабло Сото. Первоначально у сети был только один клиент — Blubster. Оригинальный клиент версии 1.2.3 становился популярными несмотря на отсутствие параллельной загрузки файлов. По финансовым причинам Пабло ушёл из компании Optisoft и начал работу над следующим клиентом — Piolet, работающим в той же сети.

## Клиенты сети
Основными программами-клиентами являются:
- MANOLITO
- Blubster
- Piolet
- RockItNet.